# مع الناس (برنامج)
مع الناس هو برنامج تلفزيوني مغربي شهري يعرض على القناة الثانية المغربية دوزيم قام بإخراجه المخرج المغربي عبد الرحيم سلفوني وتقدمه عزيزة لعيوني.
البرنامج اسمه مع الناس لأنه يستمع لقصص الناس فكل حلقة منه عبارة عن قصة شخص، وشعار البرنامج هو ماشي للفرجة وإنما للعبرة والتي معناها أن البرنامج ليس للاستمتاع بالمشاهدة ولكن لأخذ العبرة من قصص الأشخاص الذين يحكون قصصهم لمقدمة البرنامج عزيزة لعيوني يعرض البرنامج حاليا على قناة دوزيم شهريا بيوم الثلاثاء.

## وصلات خارجية
- الموقع الرسمي للقناة الثانية
- رابط البرنامج على موقع 2m